# Coleobonzia moraesi
Coleobonzia moraesi är en spindeldjursart som beskrevs av Den Heyer och Castro 2008. Coleobonzia moraesi ingår i släktet Coleobonzia och familjen Cunaxidae. Inga underarter finns listade i Catalogue of Life.